# Takeshi Kizu

a Compétitions nationales et continentales officielles uniquement.

b Matchs officiels uniquement.
Dernière mise à jour le 7 août 2022.
Takeshi Kizu (木津 武士, Kizu Takeshi), né le 15 juillet 1988 à Higashiōsaka (Japon), est un joueur international japonais de rugby à XV évoluant au poste de talonneur. Il évolue avec le club des Hino Red Dolphins en League One depuis 2018. Il est également l'un des très rare membres des lignes avant à avoir marqué quatre essais lors d'un match international, ce qui constitue un record pour un talonneur.

## Carrière

### En club
Takeshi Kizu a commencé par pratiquer le sumo lors de sa jeunesse, avant de se tourner vers le rugby à XV au lycée. Scolarisé au lycée Tokai Gyosei, il remporte le championnat national lycéen avec l'équipe de l'établissement en 2007.
Il évolue ensuite en championnat japonais universitaire avec son club de l'Université Tōkai entre 2007 et 2011. Il côtoie alors des joueurs comme Michael Leitch ou Masataka Mikami. Il est finaliste du championnat en 2010.
Il a ensuite fait ses débuts professionnels en 2011 avec le club des Kobelco Steelers situé à Kobe et qui évolue en Top League. Avec ce club, il est finaliste du All Japan Championship en 2013.
Il rejoint en 2016 la nouvelle franchise japonaise de Super Rugby : les Sunwolves. Il dispute deux saisons avec cette équipe, et joue seize matchs.
En 2018, il quitte les Steelers pour rejoindre le promu Hino Red Dolphins,.

### En équipe nationale
Takeshi Kizu obtient sa première cape internationale avec l'équipe du Japon le 21 novembre 2009 à l’occasion d’un test-match contre l'équipe du Canada à Tokyo,.
Le 7 mai 2011 il marque quatre essais lors de la victoire du Japon 61 à 0 contre le Kazakhstan, dans le cadre du Top 5 asiatique. Cette performance constitue encore aujourd'hui le record du monde du nombre d'essais marqués en un match international par un talonneur (co-détenu par Keith Wood et Dane Coles),.
Il fait partie du groupe japonais choisi par Eddie Jones pour participer à la Coupe du monde 2015 en Angleterre,.. Il dispute les quatre matchs de son équipe, contre l'Afrique du Sud, l'Écosse, les Samoa, et les États-Unis. Il participe ainsi à la victoire historique de son équipe face aux sud-africains à Brighton.

## Palmarès

### En club
- Finaliste du All Japan Championship en 2013.

### En équipe nationale
- Vainqueur de la Coupe des nations du Pacifique en 2011.
- Vainqueur du Championnat d'Asie en 2010, 2011, 2012, 2013, 2014 et 2015.

## Statistiques internationales
- 44 sélections avec le Japon entre 2009 et 2016
- 65 points (13 essais)
- Participations à la Coupe du monde 2015 (4 matchs).